# Coups de pieds vers la gloire

Coups de pieds vers la gloire (titre original : Heading for Glory) est un film documentaire britannique réalisé par Michael Samuelson, sorti en 1974.
Produit par la FIFA, le film raconte, avec les commentaires de l'acteur britannique Joss Ackland, l'épopée de la coupe du monde de football 1974 sur un ton décalé, distancié et parfois romancé. Indisponible sur les plates-formes de vidéo à la demande, le film a été mis en ligne sur le site internet de la FIFA.

## Synopsis
Ce documentaire relate la vie de groupe des joueurs des équipes d'Allemagne et des Pays-Bas durant la Coupe du monde de football de 1974 en Allemagne de l'Ouest, ainsi que les différentes péripéties sportives du tournoi.
Le film commence par la fin de l'événement, les dernières minutes de la finale, remportée par l'équipe d'Allemagne à l'issue d'une partie disputée, avec notamment deux penalties sifflés par l'arbitre Taylor (un dans chaque camp), face à une brillante équipe des Pays-Bas, emmenée par Johan Cruyff, qui avait marqué la compétition de son empreinte par sa pratique du « football total »  mais qui se retrouvait finalement en difficulté.
Peu après, le réalisateur s'attarde quelques instants sur l'intimité des joueurs néerlandais, après la défaite et dans l'avion du retour, avec leurs épouses, les « viragos du printemps 1974 », dont la présence avait été autorisée durant la préparation des joueurs. Tous ces personnages apparaissent plusieurs fois dans le film.
Il raconte la surprise du match entre les deux Allemagnes, qui voit la victoire de la RDA grâce à un but de Sparwasser, permettant finalement aux cousins de l'Ouest, hôtes et grands favoris, d'éviter l'outsider hollandais avant la finale. Il évoque aussi la performance d'une Pologne très forte qui finit troisième après un affrontement décisif contre les futurs champions du monde sur un terrain détrempé par l'orage qui nécessita l'intervention des pompiers pour permettre le déroulement du match.

## Fiche technique
- Titre : Coups de pieds vers la gloire
- Réalisation : Michael Samuelson
- Scénariste : Geoffrey Green
- Récit : Joss Ackland
- Producteur : Morton M. Lewis.
- Production : EPA International Programmers (FIFA)
- Pays d'origine :  Suisse
- Langue originale : Anglais
- Genre : documentaire
- Durée : 129 minutes[5]

## Autour du film
- Le réalisateur, appuyé par une quinzaine de cameramen présents au générique du film, offre quelques aperçus dans les coulisses des vestiaires, approche alors rare en ce domaine à l'époque, et beaucoup d'images au ralenti sur fond musical dramatique, le plus souvent des joueurs hollandais lors de la finale, sentant la victoire leur échapper peu à peu. Il s'attache à filmer certaines scènes d'avant-match en gros plan sur les jambes de joueurs pour mieux faire ressortir les sons en provenances des tribunes du Stade olympique de Munich.
- Le film a été diffusé dans les salles en France couplée avec Les Géants du Brésil. De 1938 à nos jours, un autre film documentaire de Michael Samuelson, d'une durée de 55 minutes, produit la même année pour la FIFA[6]. Il a été diffusé en 2014 par la BBC à l'occasion du 40e anniversaire[7], sous son nom en anglais, "Heading for Glory".
- Johan Cruyff, présenté comme le « fils de Pelé »[2] par le récitant, capitaine de l'équipe des Pays-Bas défaite de justesse en finale, est l'un des principaux personnages du film, dans son propre rôle et uniquement sur la base d'images d'archives.